# Ob (település)
Ob (oroszul: Обь) város Oroszország ázsiai részén, a Novoszibirszki területen, az Ob bal partján. Itt található Novoszibirszk „Tolmacsevo” nevű nemzetközi státuszú repülőtere.
Népessége: 25 382 fő (a 2010. évi népszámláláskor).

## Elhelyezkedése
Novoszibirszktől és az Obtól néhány kilométerre nyugatra, a Baraba-alföldön helyezkedik el. Novoszibirszk agglomerációjához tartozik. Vasútállomás a Transzszibériai vasútvonalon. A városon át vezet az R254-es főút (oroszul: ).  

## Története
A város a 19. századi Tolmacsevo faluból alakult ki. A falu akkor indult fejlődésnek, amikor a század végén, 1893–1897-ben megépült a vasútvonal, a vasútállomás, majd az Obon át vezető híd. A további növekedés az itt kialakított, 1957-ben megnyitott nagy légikikötőnek volt köszönhető. Tolmacsevo a „Szibéria” nevű légiközlekedési vállalattal együtt napjainkban is a város költségvetésének fő bevételi forrása. 
A település nevét 1934-ben változtatták Ob-ra, és 1969-ben kapott városi címet.